# Sharon Mosher
Sharon Mosher est une géologue américaine. Elle fut présidente de l'American Geosciences Institute et est l'une des fondatrices de GeoScienceWorld,  

## Biographie

### Vie privée
Sharon Mosher grandit dans l'Illinois. Passionnée par la géologie son père installe pour elle un laboratoire dans leur sous-sol. Elle décide de devenir géologue le jour ou elle apprend que c'est une personne qui étudie les roches.

### Carrière
Sharon Mosher fait ses études de premier cycle à l'Université de l'Illinois à Urbana.  Après avoir obtenu un diplôme de Master de l'Université Brown, elle retourne à l'Université de l'Illinois pour obtenir son doctorat en géologie en 1978.  Depuis 2001, elle est titulaire de la chaire William Stamps Farish à l'Université du Texas et est depuis 2009 la doyenne de la Jackson School of Geosciences (Texas).   
En 2013 elle devient présidente de l'American Geosciences Institute. 
Elle est l'une des fondatrices de GeoScienceWorld, un regroupement international de revues pour géoscientifiques.  

## Récompenses
Parmi ses prix et distinctions, Sharon Mosher est fellow de la Geological Society of America et lauréate du distinguished award de 2003, après avoir été présidente de la société en 2001.  
Mosher est également membre honoraire de la Geological Society de Londres.  
En 2001, elle est nommée « éducatrice exceptionnelle » (Outstanding Educator) par l'Association for Women Geoscientists. 
Ses principaux intérêts de recherche portent sur l'évolution des déformations complexes des terranes, l'analyse des contraintes, les mécanismes de déformations et l'interaction entre les processus chimiques et physiques au cours de la déformation.   